# Ananteris tolimana
Espèce
Ananteris tolimana est une espèce de scorpions de la famille des Ananteridae.

## Distribution
Cette espèce est endémique du département de Tolima en Colombie. Elle se rencontre vers Ibagué.

## Description
Le mâle holotype mesure 26,40 mm.

## Systématique et taxinomie
Cette espèce a été décrite par Teruel et García en 2007.

## Étymologie
Son nom d'espèce lui a été donné en référence au lieu de sa découverte, le département de Tolima.

## Publication originale
- Teruel & García, 2007 : « A new species of Ananteris Thorell, 1891 from Cordillera central in Colombia, with some notes on the taxonomy of the genus (Scorpiones: Buthidae). » Euscorpius, no 60, p. 1-8 (texte intégral).